# 動遷

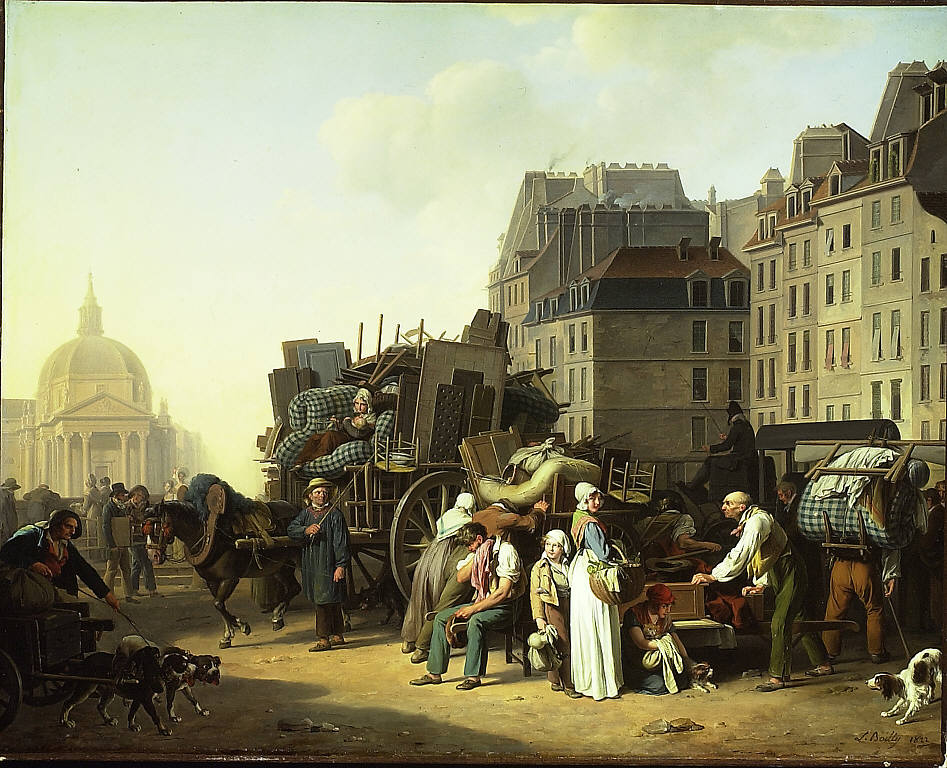
19世纪一個有關搬家的畫作

搬迁又稱動遷或搬家，是指一人或多人离开一个住所，前往另一个住所定居的过程。人們可以搬遷至原街区的附近社區居住，也可以搬遷至不同城市，或是更远的地方，有时也可以搬遷至其他国家居住。搬家時人們會收拾所有的物品，搬遷至新家後，物品也會擺放在新家中。